# Tiziano Ferro

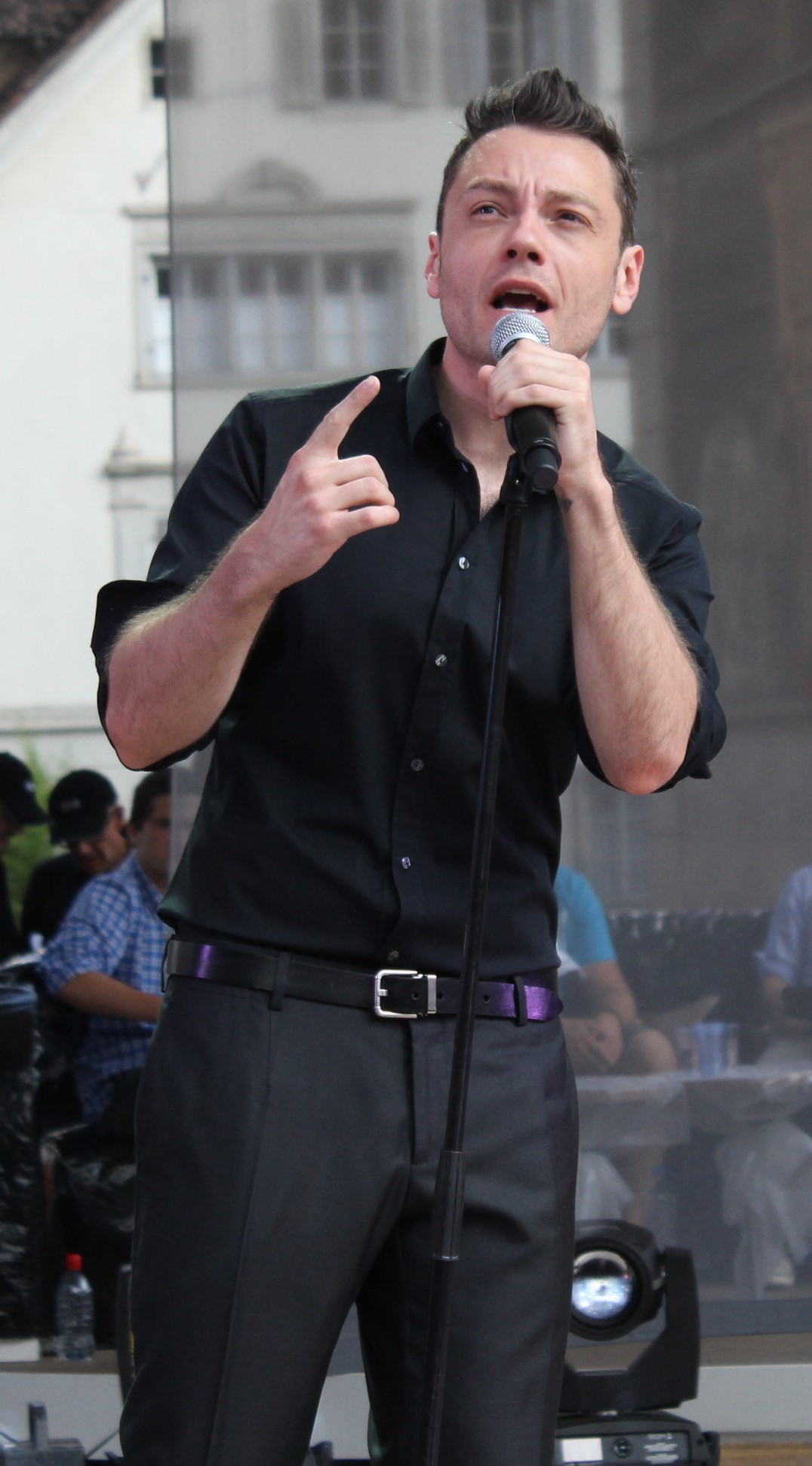
Tiziano Ferro, 2012

Tiziano Ferro (* 21. Februar 1980 in Latina) ist ein italienischer Popsänger. Er debütierte 2001 mit der Single Perdono, die ein internationaler Erfolg war, und hat seitdem sieben Studioalben sowie ein Best-of-Album veröffentlicht. Ferro singt auf Italienisch, Spanisch und Englisch. Als Produzent war er für Newcomer wie Alessandra Amoroso, Giusy Ferreri oder Baby K verantwortlich.

## Leben und Karriere

### Die Anfänge
Ferros erste Erfahrungen mit der Musik umfassten Gitarren-, Schlagzeug- und Klavierkurse. 1996, im Alter von 16 Jahren trat er einem Gospelchor in seiner Heimatstadt Latina bei. In den folgenden zwei Jahren besuchte er auch einen Kurs für Filmsynchronisation und arbeitete als Sprecher in einigen lokalen Radiosendern seiner Stadt.
Der Versuch, 1998 am Sanremo-Festival teilzunehmen, scheiterte, da er bereits in der Vorauswahl Accademia della Canzone di Sanremo ausschied. Auch für das Folgejahr gelang ihm die Teilnahme am Festival nicht, nachdem er es mit dem Lied Quando ritornerai zwar unter die zwölf Finalisten der Accademia, nicht jedoch unter die fürs Festival qualifizierten Top drei geschafft hatte. Im Umfeld des Sanremo-Festivals erregte Ferro allerdings die Aufmerksamkeit der Produzenten Alberto Salerno und Mara Maionchi, die ihm anboten, mit ihm zusammenzuarbeiten.
Nach der Matura am wissenschaftlichen Gymnasium in Latina begann Ferro ein Ingenieursstudium in Rom, wechselte jedoch wenig später zu Kommunikationswissenschaften. Im Frühjahr 1999 begleitete er die italienische Hip-Hop-Band Sottotono als Backgroundsänger bei ihrer Tour. Währenddessen arbeitete Ferro mit Salemo und Majonchi an eigenen Liedern, 2000 stieß auch der Produzent Michele Canova Iorfida dazu.

### Die ersten Erfolge
Nach mehreren ablehnenden Reaktionen von Plattenlabels unterschrieb Tiziano Ferro im Mai 2001 mit Unterstützung des Produzenten Fabrizio Giannini, seinem späteren Manager, einen Vertrag mit dem Plattenlabel EMI. Die erste Single Xdono (außerhalb von Italien: Perdono) erreichte in Italien die Spitze der Charts und entwickelte sich zum Sommerhit.
Im darauffolgenden Oktober kam sein Debütalbum Rosso Relativo heraus. Während in Italien weitere Singleerfolge folgten, wurde Perdono 2002 in ganz Europa veröffentlicht. Im Sommer des Jahres erhielt Ferro schließlich beim Wettbewerb Festivalbar eine Auszeichnung als Newcomer des Jahres. Auch im spanischsprachigen Raum, wo das Album als Rojo relativo erschien, gelang Ferro ein Erfolg, der ihm 2003 auch eine Nominierung bei den Latin Grammys einbrachte. In Deutschland trat er als Newcomer beim New Pop Festival von SWR3 im DaimlerChrysler-Werk in Rastatt auf.

### Der endgültige Durchbruch
Am 7. November 2003 veröffentlichte Tiziano Ferro sein zweites Album 111 (in Deutschland in der ausgeschriebenen Form Centoundici veröffentlicht). Daraus wurden zahlreiche Singles ausgekoppelt, darunter Xverso (in Resteuropa: Perverso), Sere Nere (Teil des Soundtracks von Tre metri sopra il cielo), Ti voglio bene und Non me lo so spiegare. Ebenfalls im Jahr 2003 beschloss der Musiker, nach Mexiko zu ziehen, wo er das Studium der Translationswissenschaften aufnahm. Im Sommer 2004 gelang ihm mit Universal Prayer, der offiziellen Hymne der Olympischen Spiele in Athen, im Duett mit Jamelia ein weiterer Nummer-eins-Hit. 2005 synchronisierte er die Rolle des Oscar im Film Große Haie – Kleine Fische. Nach dem Abschluss des Studiums in Mexiko 2005 zog Ferro nach London.

### Das dritte Album

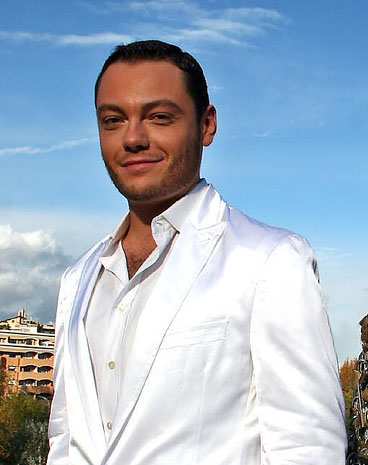
Tiziano Ferro, 2006

Noch vor der Veröffentlichung der Single Stop! Dimentica, die sofort die Spitze der italienischen Charts erreichte, kam am 23. Juni 2006 nach fast drei Jahren Pause das Album Nessuno è solo heraus. Es hielt einen Monat lang Platz eins in den italienischen Charts und einen Top-fünf-Platz für ein halbes Jahr. Auch die zweite aus dem Album ausgekoppelte Single Ed ero contentissimo (begleitet von einem in Barcelona gedrehten Videoclip) erlangte großen Erfolg.
Im Mai 2006 nahm Tiziano Ferro an der Sendung Che tempo che fa von Fabio Fazio teil und erklärte im Lauf eines Interviews, mexikanische Frauen hätten Schnurrbärte. Diese Äußerung sorgte nicht nur in Mexiko für heftige Streitigkeiten und Kritiken und verpasste der Popularität des Musikers in Lateinamerika einen nachhaltigen Dämpfer.
Tiziano Ferro war in diesem Jahr auch auf den Alben Le band si sciolgono des italienischen Sängers Luca Carboni und auf Io canto von Laura Pausini zu hören. Außerdem trat er beim Sanremo-Festival als Duettpartner von Michele Zarrillo auf. Ende des Jahres nahm er am weihnachtlichen Konzert im Vatikan teil und trat als Gast (allerdings ohne Teilnahme am Wettkampf) erneut beim Sanremo-Festival 2007 auf.

### Alla mia età
Am 7. November 2008 erschien Ferros viertes Album Alla mia età in Italien, am 13. März 2009 in Deutschland. Dem Album war am 3. Oktober die gleichnamige Single vorangegangen, die sofort Platz eins der italienischen Charts erreichte.
Darauf folgten vier weitere Singleauskopplungen in Italien. Im internationalen Raum wurde die englische Version der dritten Singleauskopplung Indietro, Breathe Gentle, ein Duett mit der Sängerin Kelly Rowland, veröffentlicht. Alla mia età wurde das in Italien meistverkaufte Album des Jahres 2009. Anfang 2010 nahm Tiziano Ferro das Duett Each Tear mit der Sängerin Mary J. Blige auf, das in Italien wiederum Platz eins erreichte.
Im Oktober 2010 veröffentlichte Tiziano Ferro das Buch Trent’anni e una chiacchierata con papà („Dreißig Jahre und ein Gespräch mit meinem Vater“), dem ein Interview auf Vanity Fair vorausging, in dem er sich als homosexuell outet. Das Buch entstand aus den Tagebuchaufzeichnungen des Sängers von 1995 bis 2010.

### L’amore è una cosa semplice
Das fünfte Album L’amore è una cosa semplice ist am 28. November 2011 in Italien erschienen, die erste Singleauskopplung La differenza tra me e te erschien am 14. Oktober und erreichte Platz 2 der italienischen Charts. Dem Album war eine weitere Buchveröffentlichung Ferros vorausgegangen, die seine Tagebuchaufzeichnungen 2010–2011 enthält. Die Tournee startete am 10. April in Turin.
Im deutschsprachigen Raum erschien das Album am 25. Mai 2012; die erste Single daraus, L'amore è una cosa semplice/Liebe ist einfach, die Ferro zusammen mit Cassandra Steen aufnahm, erschien am 13. April 2012.

### Best Of und sechstes Album
Am 17. Oktober 2014 erschien die Single Senza scappare mai più, die dem Kompilationsalbum TZN – The Best of Tiziano Ferro vorausging, zusammen mit weiteren unveröffentlichten Liedern, den größten Erfolgen sowie Raritäten und Duetten. Das Album erschien am 25. November des Jahres in vier verschiedenen Editionen.
2016 kehrte Ferro mit Potremmo ritornare an die Spitze der Singlecharts zurück. Die Single ging dem fünften Studioalbum Il mestiere della vita voraus. Beim Sanremo-Festival 2017 trat Ferro als Gast in Erscheinung und präsentierte u. a. das Duett mit Carmen Consoli Il conforto sowie eine Coverversion des Liedes Mi sono innamorato di te von Luigi Tenco. Im Sommer des Jahres folgte eine ausgedehnte Tournee durch italienische Stadien.

## Diskografie
Studioalben

| Jahr | Titel                                                                         | Höchstplatzierung, Gesamtwochen, AuszeichnungChartplatzierungen (Jahr, Titel, Platzierungen, Wochen, Auszeichnungen, Anmerkungen) | Höchstplatzierung, Gesamtwochen, AuszeichnungChartplatzierungen (Jahr, Titel, Platzierungen, Wochen, Auszeichnungen, Anmerkungen) | Höchstplatzierung, Gesamtwochen, AuszeichnungChartplatzierungen (Jahr, Titel, Platzierungen, Wochen, Auszeichnungen, Anmerkungen) | Höchstplatzierung, Gesamtwochen, AuszeichnungChartplatzierungen (Jahr, Titel, Platzierungen, Wochen, Auszeichnungen, Anmerkungen) | Höchstplatzierung, Gesamtwochen, AuszeichnungChartplatzierungen (Jahr, Titel, Platzierungen, Wochen, Auszeichnungen, Anmerkungen) | Anmerkungen                                                 | [↑]: gemeinsam behandelt mit vorhergehendem Eintrag; [←]: in beiden Charts platziert |
| Jahr | Titel                                                                         | DE | AT | CH | IT | ES | Anmerkungen                                                 |                                                                                      |
| ---- | ----------------------------------------------------------------------------- | --- | --- | --- | --- | --- | ----------------------------------------------------------- | ------------------------------------------------------------------------------------ |
| 2001 | Rosso relativo / Rojo relativo                                                | DE9 (29 Wo.)DE | AT7 (18 Wo.)AT | CH5 Platin · (77 Wo.)CH | IT5 Gold (2012) · (101 Wo.)IT | ES22 Platin · (29 Wo.)ES | Erstveröffentlichung: 26. Oktober 2001 Verkäufe: + 245.000  |                                                                                      |
| 2003 | 111 (Centoundici / Ciento once)                                               | DE61 (1 Wo.)DE | — | CH7 Gold · (28 Wo.)CH | IT1 Platin (2021) · (118 Wo.)IT                                                                                                   | ES21 Gold · (24 Wo.)ES | Erstveröffentlichung: 7. November 2003 Verkäufe: + 390.000  |                                                                                      |
| 2006 | Nessuno è solo / Nadie está solo                                              | DE44 (12 Wo.)DE | AT6 (21 Wo.)AT | CH1 Platin · (45 Wo.)CH | IT1 Platin (2020) · (141 Wo.)IT                                                                                                   | ES11 (9 Wo.)ES | Erstveröffentlichung: 23. Juni 2006 Verkäufe: + 85.000      |                                                                                      |
| 2008 | Alla mia età / A mi edad                                                      | DE97 (1 Wo.)DE | AT40 (3 Wo.)AT | CH4 Platin · (29 Wo.)CH | IT1 ×6Sechsfachplatin (2012) · (137 Wo.)IT                                                                                        | ES11 (25 Wo.)ES | Erstveröffentlichung: 7. November 2008 Verkäufe: + 390.000  |                                                                                      |
| 2011 | L’amore è una cosa semplice / El amor es una cosa simple                      | — | — | CH5 Gold · (21 Wo.)CH | IT1 ×8Achtfachplatin · (128 Wo.)IT                                                                                                | ES13 (13 Wo.)ES | Erstveröffentlichung: 28. November 2011 Verkäufe: + 495.000 |                                                                                      |
| 2016 | Il mestiere della vita / El oficio de la vida                                 | — | — | CH4 (13 Wo.)CH | IT1 ×6Sechsfachplatin · (74 Wo.)IT                                                                                                | ES34 (2 Wo.)ES | Erstveröffentlichung: 2. Dezember 2016 Verkäufe: + 300.000  |                                                                                      |
| 2019 | Accetto miracoli / Acepto milagros                                            | — | — | CH7 (16 Wo.)CH | IT1 ×3Dreifachplatin · (83 Wo.)IT                                                                                                 | ES44 (2 Wo.)ES | Erstveröffentlichung: 22. November 2019 Verkäufe: + 150.000 |                                                                                      |
| 2019 | Accetto miracoli: l’esperienza degli altri[DE: ↑][AT: ↑][CH: ↑][IT: ↑][ES: ↑] | — | — | CH7 (16 Wo.)CH | IT1 ×3Dreifachplatin · (83 Wo.)IT                                                                                                 | ES44 (2 Wo.)ES | Erstveröffentlichung: 6. November 2020 Coveralbum           |                                                                                      |
| 2022 | Il mondo è nostro                                                             | — | — | CH12 (4 Wo.)CH | IT1 Platin · (25 Wo.)IT | — | Erstveröffentlichung: 11. November 2022 Verkäufe: + 50.000  |                                                                                      |

grau schraffiert: keine Chartdaten aus diesem Jahr verfügbar

## Belege
1. ↑  Biografie: Ferro, Tiziano. In: Poplexikon. SWR3, 7. August 2007, archiviert vom Original am 17. November 2015; abgerufen am 15. November 2015.  Info: Der Archivlink wurde automatisch eingesetzt und noch nicht geprüft. Bitte prüfe Original- und Archivlink gemäß Anleitung und entferne dann diesen Hinweis.
2. ↑  Tiziano Ferro. In: Italiancharts.com. Hung Medien, abgerufen am 15. November 2015.
3. ↑  Tiziano Ferro: Trent’anni e una chiacchierata con papà. Kowalski, Mailand 2010, ISBN 978-88-7496-794-0, S. 35.
4. ↑  Tiziano Ferro: Trent’anni e una chiacchierata con papà. Kowalski, Mailand 2010, ISBN 978-88-7496-794-0, S. 43 f.
5. ↑  SWR3 New Pop Festival 2002. In: Musikmarkt.de. 5. Juli 2002, archiviert vom Original am 17. November 2015; abgerufen am 15. November 2015.
6. ↑  Chiara Ugolini: I pesci di Shark Tale parlano italiano. In: Repubblica.it. Gruppo Editoriale L’Espresso, 18. Februar 2005, abgerufen am 15. November 2015 (italienisch).
7. ↑  Nessuno è solo. In: Italiancharts.com. Hung Medien, abgerufen am 15. November 2015.
8. ↑  Tiziano Ferro e le «messicane coi baffi». In: La Stampa. 26. Mai 2006, abgerufen am 15. November 2015 (italienisch).
9. ↑  Tiziano Ferro: Trent’anni e una chiacchierata con papà. Kowalski, Mailand 2010, ISBN 978-88-7496-794-0, S. 220 f.
10. ↑  Sanremo 2006: Nomadi, Zarrillo, Dolcenera e Povia in finale. In: Corriere.it. RCS MediaGroup, 4. März 2006, abgerufen am 15. November 2015 (italienisch).
11. ↑  Il rap contro la mafia conquista Sanremo. In: Corriere.it. RCS MediaGroup, 3. März 2007, abgerufen am 15. November 2015 (italienisch).
12. ↑  Tiziano Ferro ist zurück! – Neue Single und neues Album. EMI Germany, 5. März 2009, archiviert vom Original am 11. Februar 2012; abgerufen am 15. November 2015.
13. ↑  Dischi 2009, Ferro il più venduto. In: TGcom24. Gruppo Mediaset, 19. Januar 2010, abgerufen am 15. November 2015 (italienisch).
14. ↑  Enrica Brocardo: Tiziano Ferro: «Mi voglio innamorare (di un uomo)». In: Style.it / Vanity Fair. Condé Nast, 5. Oktober 2010, archiviert vom Original am 24. September 2015; abgerufen am 15. November 2015 (italienisch).
15. ↑  Gino Castaldo: La verità di Tiziano Ferro: “Io, felice di essere gay”. In: Repubblica.it. Gruppo Editoriale L’Espresso, 6. Oktober 2010, abgerufen am 15. November 2015 (italienisch).
16. ↑  L’amore è una cosa semplice. Feltrinelli Editore, abgerufen am 28. Mai 2020 (italienisch).
17. ↑  Tiziano Ferro, Releases. EMI Germany, archiviert vom Original am 21. Oktober 2013; abgerufen am 15. November 2015.
18. ↑  Tiziano Ferro: il 25 novembre arriva “The Best of Tiziano Ferro”. Inediti, tutti i più grandi successi, rarità e duetti. Universal Music Italia, 17. Oktober 2014, abgerufen am 17. Oktober 2014 (italienisch).
19. ↑  Tiziano Ferro ora in tutti i negozi. Universal Music Italia, 25. November 2014, abgerufen am 4. Dezember 2014 (italienisch).
20. ↑  Chartquellen (Alben):
  - Tiziano Ferro. In: Offizielle deutsche Charts. GfK Entertainment, abgerufen am 22. Juli 2017 (DE).
  - Alben von Tiziano Ferro. In: Austriancharts.at. Abgerufen am 22. Juli 2017 (AT).
  - Alben von Tiziano Ferro. In: Hitparade.ch. Abgerufen am 4. April 2018 (CH).
  - Guido Racca & Chartitalia: Top 100 FIMI Album. Lulu, 2013, S. 108 (IT bis 2012).
  - Alben von Tiziano Ferro. In: Italiancharts.com. Archiviert vom Original (nicht mehr online verfügbar) am 5. April 2018; abgerufen am 4. April 2018 (englisch, IT seit 2013).  Info: Der Archivlink wurde automatisch eingesetzt und noch nicht geprüft. Bitte prüfe Original- und Archivlink gemäß Anleitung und entferne dann diesen Hinweis.
  - Fernando Salaverri: Sólo éxitos: año a año, 1959–2002. 1. Auflage. Fundación Autor, Madrid 2005, ISBN 84-8048-639-2 (ES bis 2002).
  - Alben von Tiziano Ferro. In: Spanishcharts.com. Archiviert vom Original (nicht mehr online verfügbar) am 4. Dezember 2017; abgerufen am 4. April 2018 (englisch, ES seit 2005).  Info: Der Archivlink wurde automatisch eingesetzt und noch nicht geprüft. Bitte prüfe Original- und Archivlink gemäß Anleitung und entferne dann diesen Hinweis.
21. ↑  Top 100 Álbumes, semana 17/2004. (PDF) Promusicae, S. 2, abgerufen am 15. Juni 2015 (spanisch).

| Personendaten    | Personendaten           |
| ---------------- | ----------------------- |
| NAME             | Ferro, Tiziano          |
| KURZBESCHREIBUNG | italienischer Popsänger |
| GEBURTSDATUM     | 21. Februar 1980        |
| GEBURTSORT       | Latina                  |